# Mago australis
Mago australis är en spindelart som beskrevs av Cândido Firmino de Mello-Leitão 1917. 
Mago australis ingår i släktet Mago och familjen hoppspindlar. Inga underarter finns listade i Catalogue of Life.